# Патрік Андраде
Еріксон Патрік Коррея Андраде або просто Патрік Андраде (порт. Erickson Patrick Correia Andrade / Patrick Andrade; нар. 9 лютого 1993, Прая, Кабо-Верде) — кабовердійський футболіст, центральний півзахисник азербайджанського клубу «Карабаха» та національної збірної Кабо-Верде.

## Клубна кар'єра
Футбольну кар'єру розпочав 2010 року в «Спортінгу» (Прая). У сезоні 2011/12 років допоміг команді виграти національний чемпіонат. 1 січня 2013 року перейшов у «Дешпортіву да Прая», якому допоміг посісти 4-те місце в чемпіонаті країни. У 2013 році також виступав за «Бенфіку» (Прая).
1 липня 2013 року підсилив «Рібейрау», у футболці якого став бронзовим призером чемпіонату Португалії. 1 січня 2014 року відправився в оренду до «Жоане», у футболці якого в національному чемпіонаті зіграв 23 матчі та відзначився двома голами.
По завершенні контракт перейшов до «Морейренсі». На професіональному рівні за «Морейренсі» дебютував 14 січня 2015 року в поєдинку Кубку португальської ліги 2014/15 проти «Насіунала». У чемпіонаті Португалії дебютував 22 березня 2015 року в нічийному (1:1) матчі проти «Марітіму», де провів на полі останні 13 хвилин поєдинку. Своєю першою результативною передачею відзначився 23 травня в переможному (2:1) матчі проти «Ароки». Допоміг відзначитися голом на 32-й хвилині. Всього за вище вказану команду зіграв 9 матчів чемпіонату, в тому числі й відзначився однією результативною передачею.
12 липня 2016 року відданий в оренду ФК «Фамалікані». Дебютував у вище вказаній команді 6 серпня 2016 року в нічийному (0:0) матчі проти «Лейшойша», в якому зіграв 30 хвилин. Своєю першою результативною передачею відзначився 23 жовтня в переможному (2:0) матчі проти «Уніана Мадейри». На 86-й хвилині віддав гольову передачу. Загалом у вище вказаному клубі зіграв у 9 матчах чемпіонату, відзначився однією гольовою передачею.
3 лютого 2017 року знову відданий в оренду, цього разу в «Салгейруш» (Порту). За цей період матчі провів 10 матчів, відзначився двома голами. 22 серпня 2017 року перейшов до команди з Порту. У вище вказаному клубі провів 27 матчів, відзначився одним голом
26 червня 2018 року підписав контракт із болгарським клубом «Черно море». В офіційних турнірах дебютував за «чорноморців» 30 липня 2018 року в нічийному (2:2) проти софійського «Левські», в якому провів 65 хвилин. Першим голом відзначився 12 днів по тому, в нічийному (1:1) поєдинку проти «Етару» (Велико-Тирново). Відзначився голом на 51-й хвилині. Своєю першою результативною передачею відзначився 27 липня 2018 року також у матчі проти «Етару» (Велико-Тирново), який завершився внічию 1:1. На 23-й хвилині відзначився головою передачею. Загалом провів 52 матчі чемпіонату Болгарії, забив 5 м'ячів та зробив 2 результативні передачі
28 серпня 2020 року підписав 3-річний контракт з «Карабахом», за даними інтернет-порталу Transfermarkt сума трансферу склала 150 000 євро. У футболці агдамського клубу дебютував 20 вересня 2020 року в програному (1:2) поєдинку проти бакинського «Нефтчі», в якому відіграв усі 90 хвилин. Відзначився першим голом та результативною передачею відзначився 17 жовтня в переможному (3:0) матчі проти «Габали». Спочатку відзначився голом на 89-й хвилині, а 2 хвилини по тому відзначився гольовою передачею на Турала Байрамова.

## Кар'єра в збірній
1 жовтня 2020 року отримав виклик до національної збірної Кабо-Верде. У футболці національної збірної дебютував 10 жовтня 2020 року в переможному (2:1) товариському поєдинку проти Гвінеї, в якому провів на полі 67 хвилин.
Потрапив до списку гравців, які поїхали на Кубок африканських націй 2021 року.

## Титули і досягнення
- Чемпіон Азербайджану (3):

«Карабах»: 2021-22, 2023-24, 2024-25
- Володар Кубка Азербайджану (2):

«Карабах»: 2021-22, 2023-24

## Статистика виступів

### У збірній
| Дата       | Місто   | Господарі  | Результат | Гості        | Турнір                                     | Голи | Примітки |
| ---------- | ------- | ---------- | --------- | ------------ | ------------------------------------------ | ---- | -------- |
| 09.01.2022 | Яунде   | Ефіопія    | 0 – 1     | Кабо-Верде   | Кубок африканських націй 2021 - 1-й раунд  | -    | 76'      |
| 13.01.2022 | Яунде   | Кабо-Верде | 0 – 1     | Буркіна-Фасо | Кубок африканських націй 2021 - 1-й раунд  | -    | 73'      |
| 25.01.2022 | Бафусам | Сенегал    | 2 – 0     | Кабо-Верде   | Кубок африканських націй 2021 - 1/8 фіналу | -    | 21'      |
| Усього     |         | Матчів     | 3         |              | Голів                                      | 0    |          |